# Heinrich Hansen (Architekt)
Heinrich Hansen (* 2. April 1881 in Aachen; † 3. Dezember 1955 in Kiel) war ein deutscher Architekt.

## Leben und Wirken
Heinrich Hansen war ein Sohn des in Aachen geborenen Tischlermeisters Joseph Hansen († 1928 ebenda) und dessen Ehefrau Josephine Hubertina, geborene Kuck († 1899 in Aachen). Der Vater hatte in der Stadt eine Fabrik für Holzbearbeitung gegründet. Hansen besuchte eine Aachener Realschule und absolvierte eine Berufsausbildung beim Architekten Albert Schneiders.
Bei seinem anschließenden Architekturstudium an der Technischen Hochschule Aachen gehörte sein Lehrer Karl Henrici zu seinen Förderern. Er stellte den Kontakt zu Wilhelm Voigt her, der Hansen eine erste Stelle gab. Ab 1903 arbeitete er überwiegend beim Bau der Kieler St.-Jürgen-Kirche mit und für kurze Zeit bei der Fortifikation. Ein Frühwerk Hansens war das Kontorhaus der Firma Chr. Sieck in Eckernförde, das er zusammen mit dem Eckernförder Architekten Wilhelm Kruckau 1898 im Stil der Neorenaissance entwarf.
Ab 1907 arbeitete Hansen als selbstständiger Architekt. Sein erster Auftrag war der Neubau eines größeren Wohnhauses in Gaarden. Danach erstellte er Pläne für zahlreiche weitere Bauten, deren Ausführungen er selbst bis kurz vor Lebensende betreute. Er nahm an vielen Architektenwettbewerben teil.
Hansen sagte über sich selbst, dass er lieber Bauten plane, als deren Ausführungen zu begleiten. Er hielt an eigenen Vorstellungen fest, was mitunter zu Problemen mit Geschäftspartnern führte. Aufgrund seiner zielgerichteten Ratschläge und Anleitung sagte jedoch einer seiner Bauherren Jahrzehnte später: „Die Jahre dieser Zusammenarbeit bedeuten für mich eine ungewöhnliche Bereicherung in persönlicher und fachlicher Beziehung“. Bei seiner Teilnahme am Ideen-Wettbewerb zur Neugestaltung der Innenstadt Kiel urteilte Richard Sedlmaier 1948, dass Hansen über „intime Kenntnisse der lokalen Verhältnisse“ verfüge, sein Entwurf jedoch eine „vielleicht etwas allzu-sehr zurückhaltende Auseinandersetzung mit dem Gegebenen“ sei.
Von 1946 bis zu seinem Lebensende gehörte Hansen dem wiedergegründeten Bund Deutscher Architekten an.
Hansen war seit dem 18. November 1921 verheiratet mit Dora Hansen, geb. Wagner, (* 12. August 1888 in Wellingdorf; † 1982), deren Vater Heinrich Wagner ein Bauunternehmer war.

## Galerie

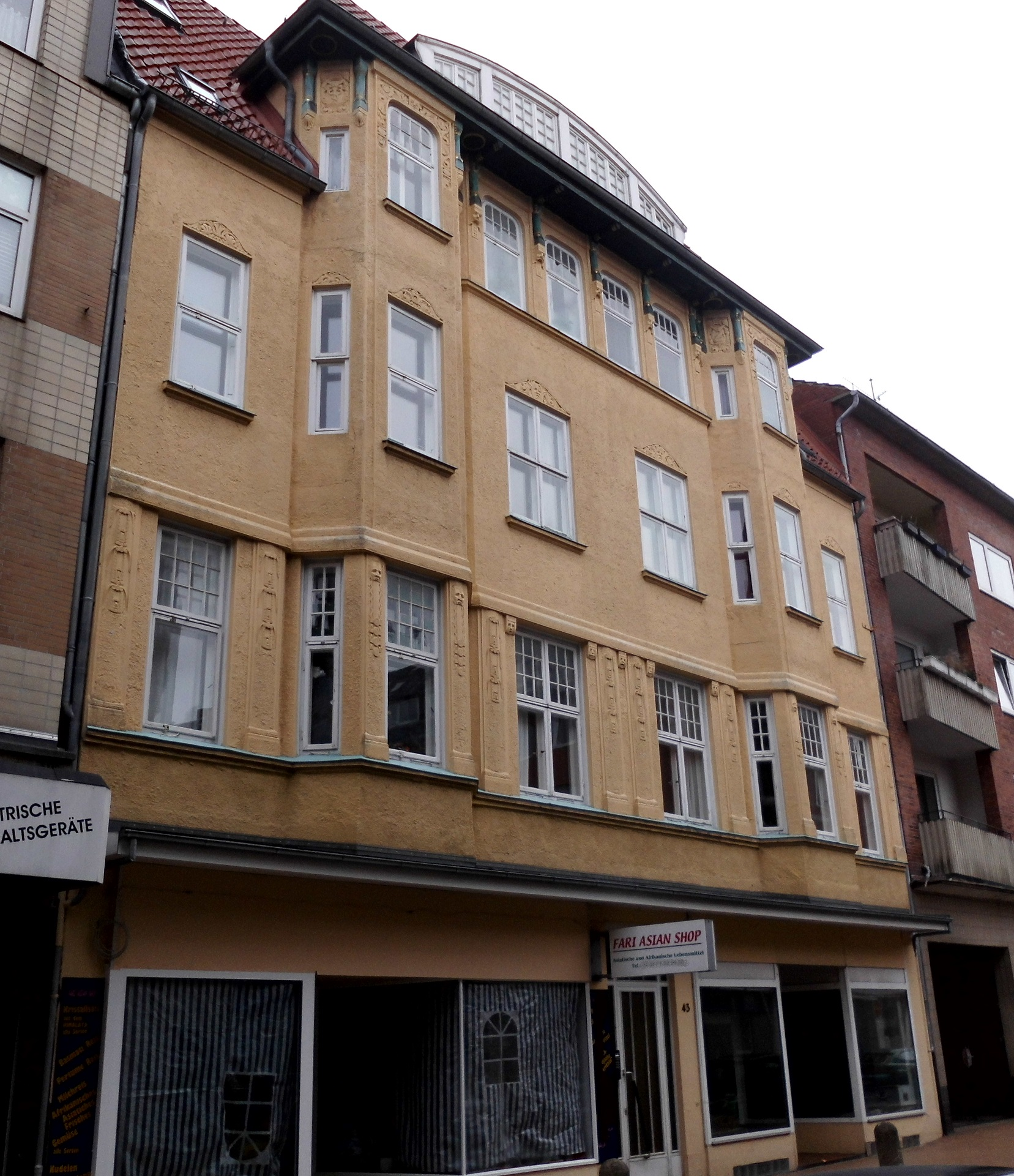
Augustenstrasse 43, Kiel (1907)
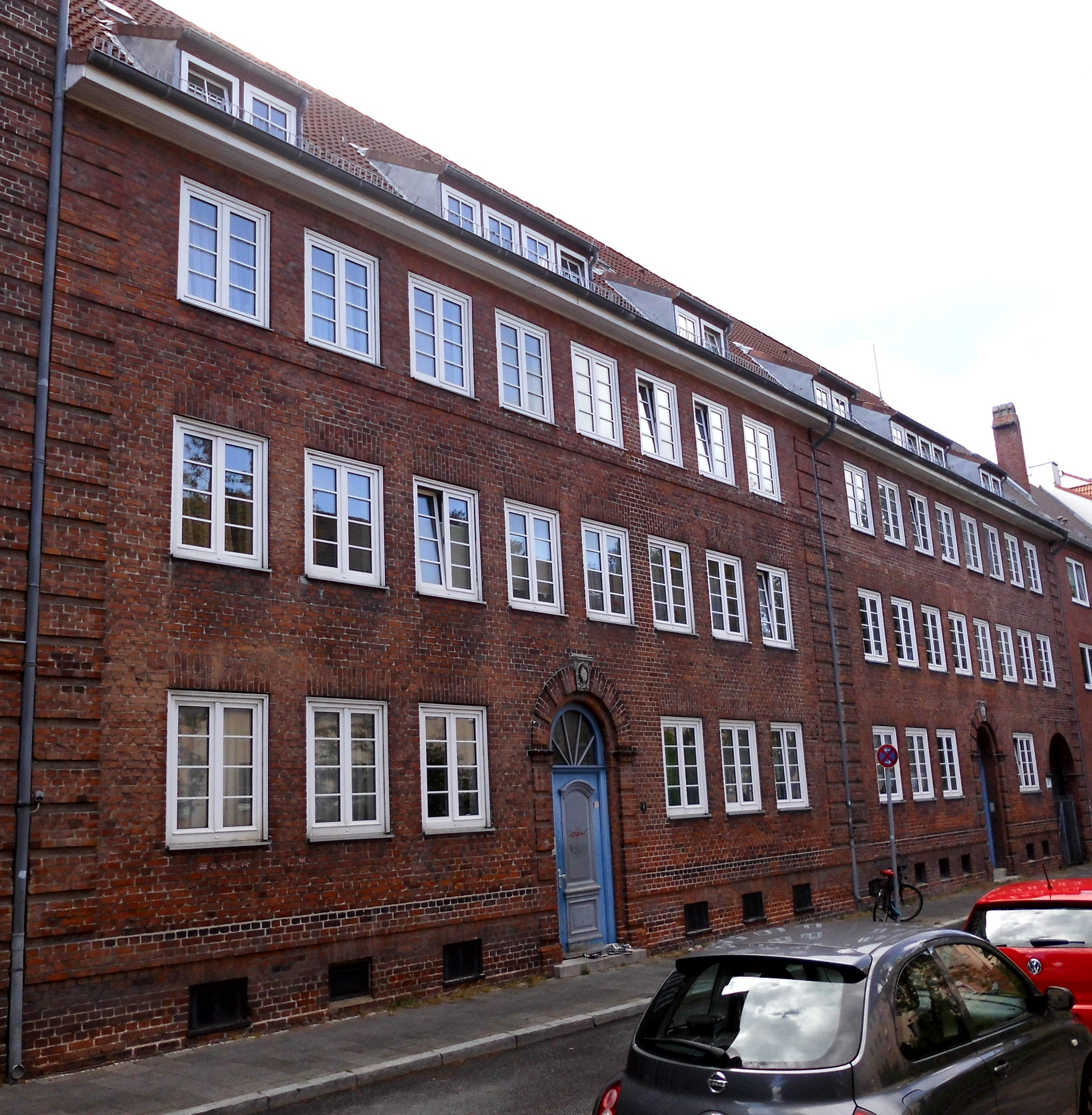
Sandkuhle 1–3, Kiel (1922)
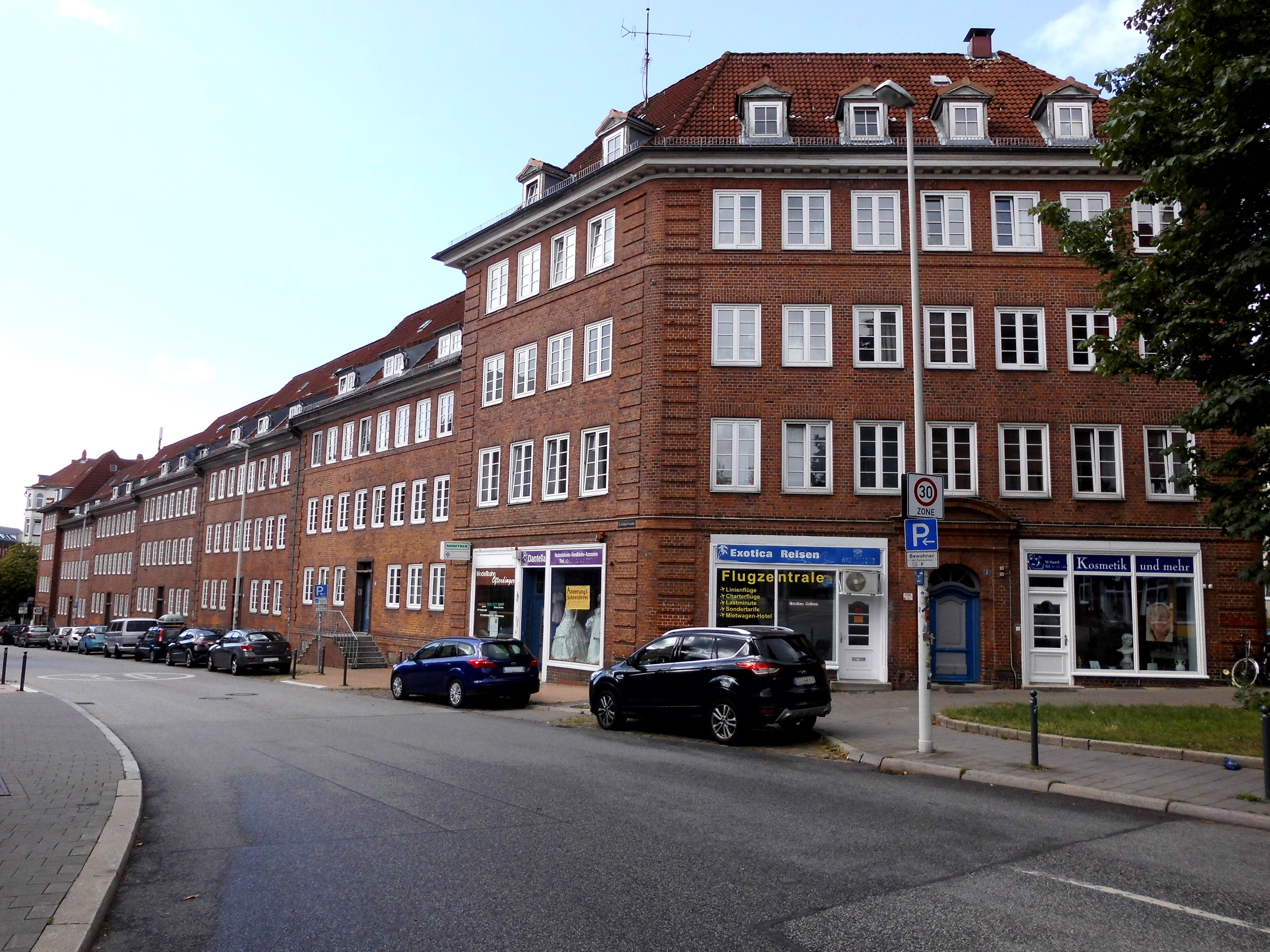
Schuelperbaum 2–14, Kiel (1922)
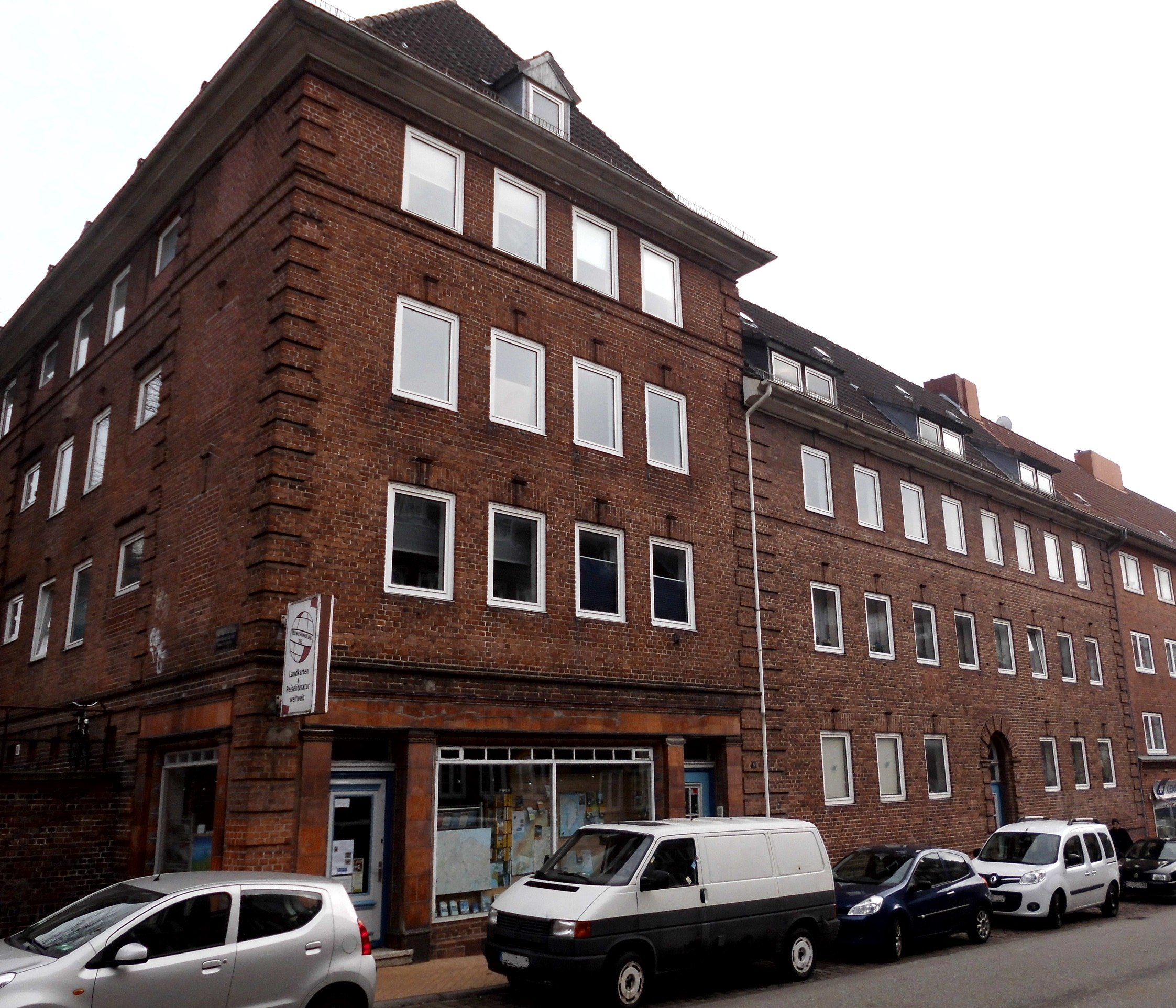
Schuelperbaum 9–11, Kiel (1927)
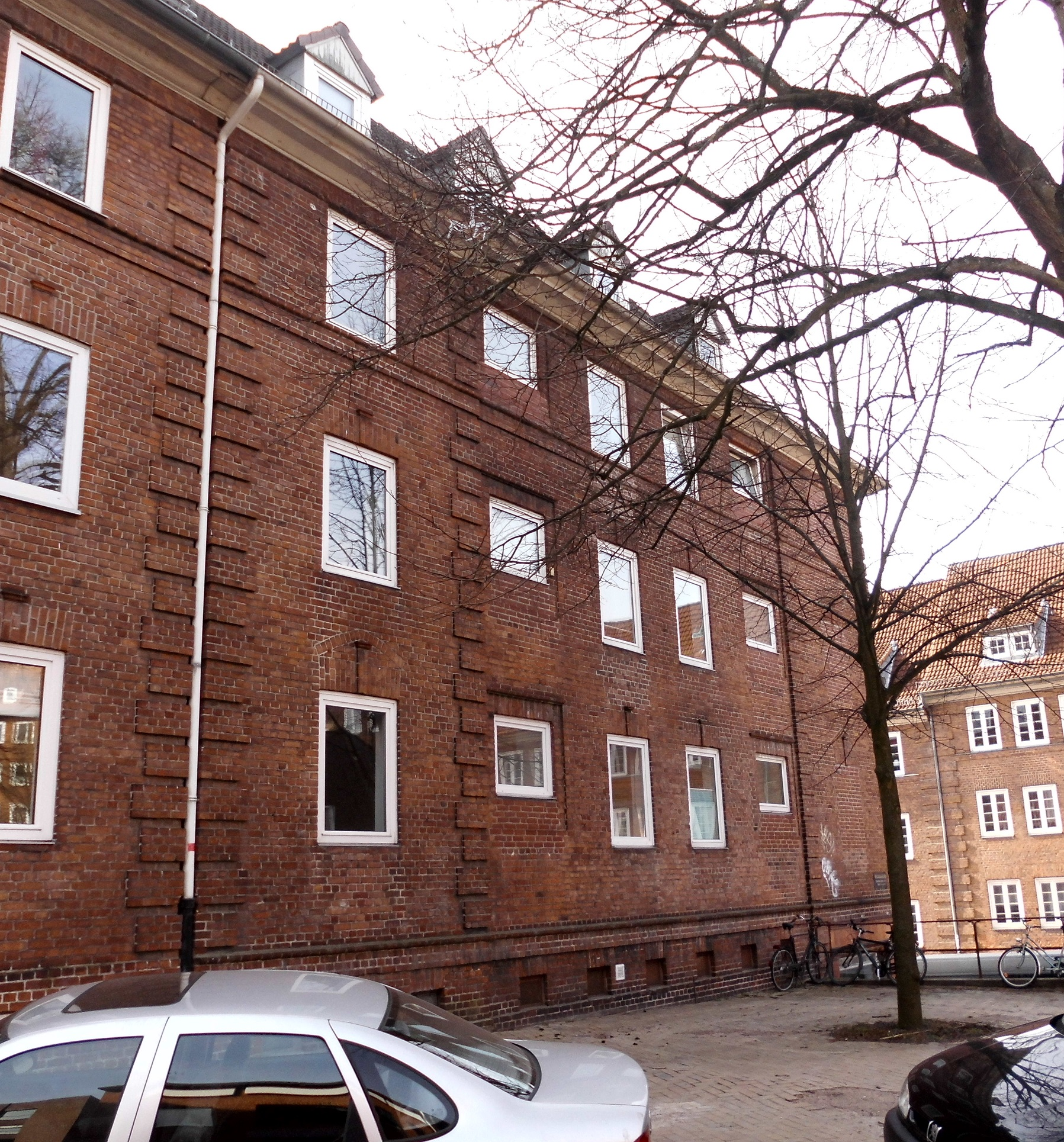
Wichmannstrasse 2, Kiel (1927)
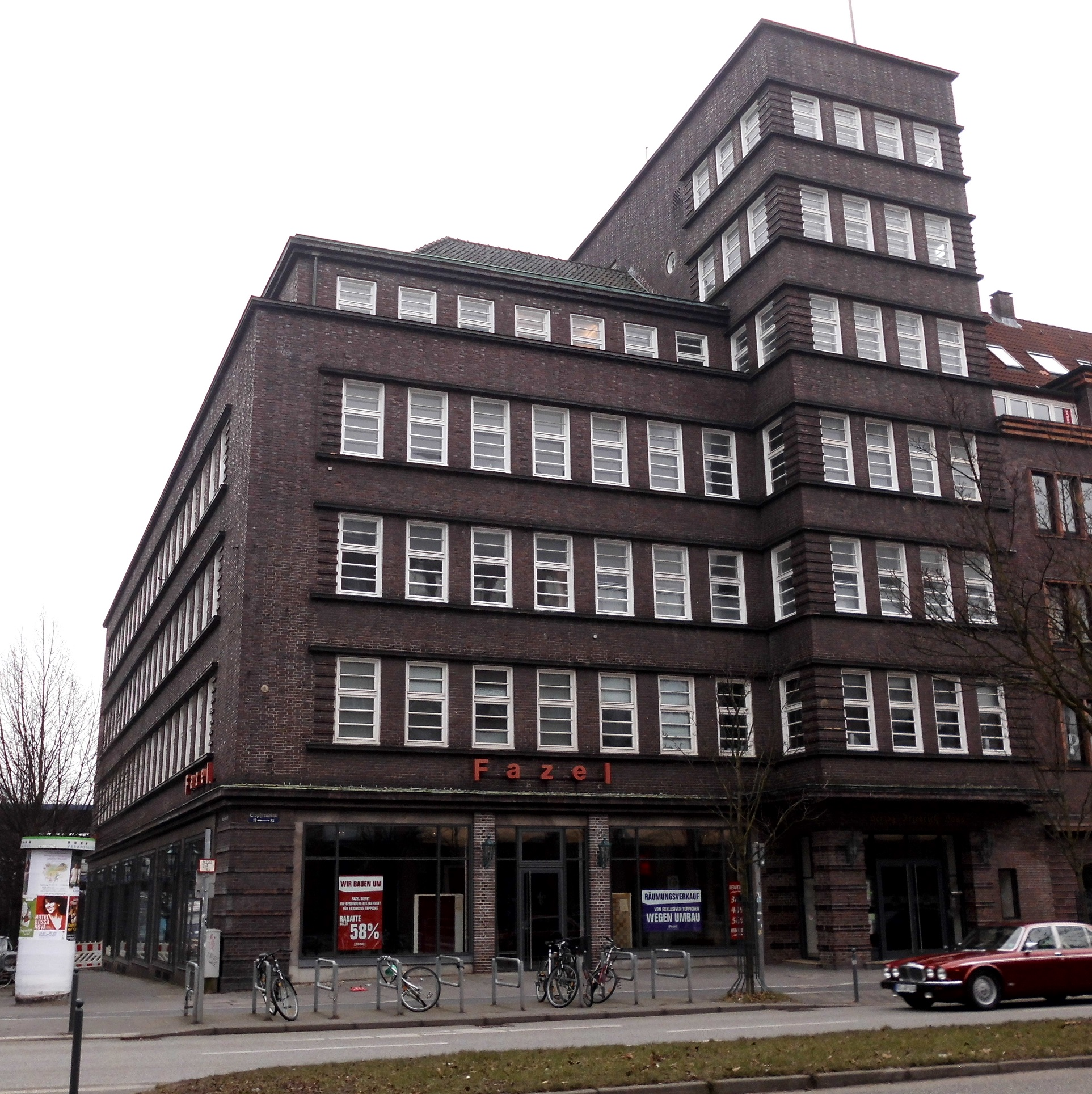
Sophienblatt 13–17, Kiel (1929)
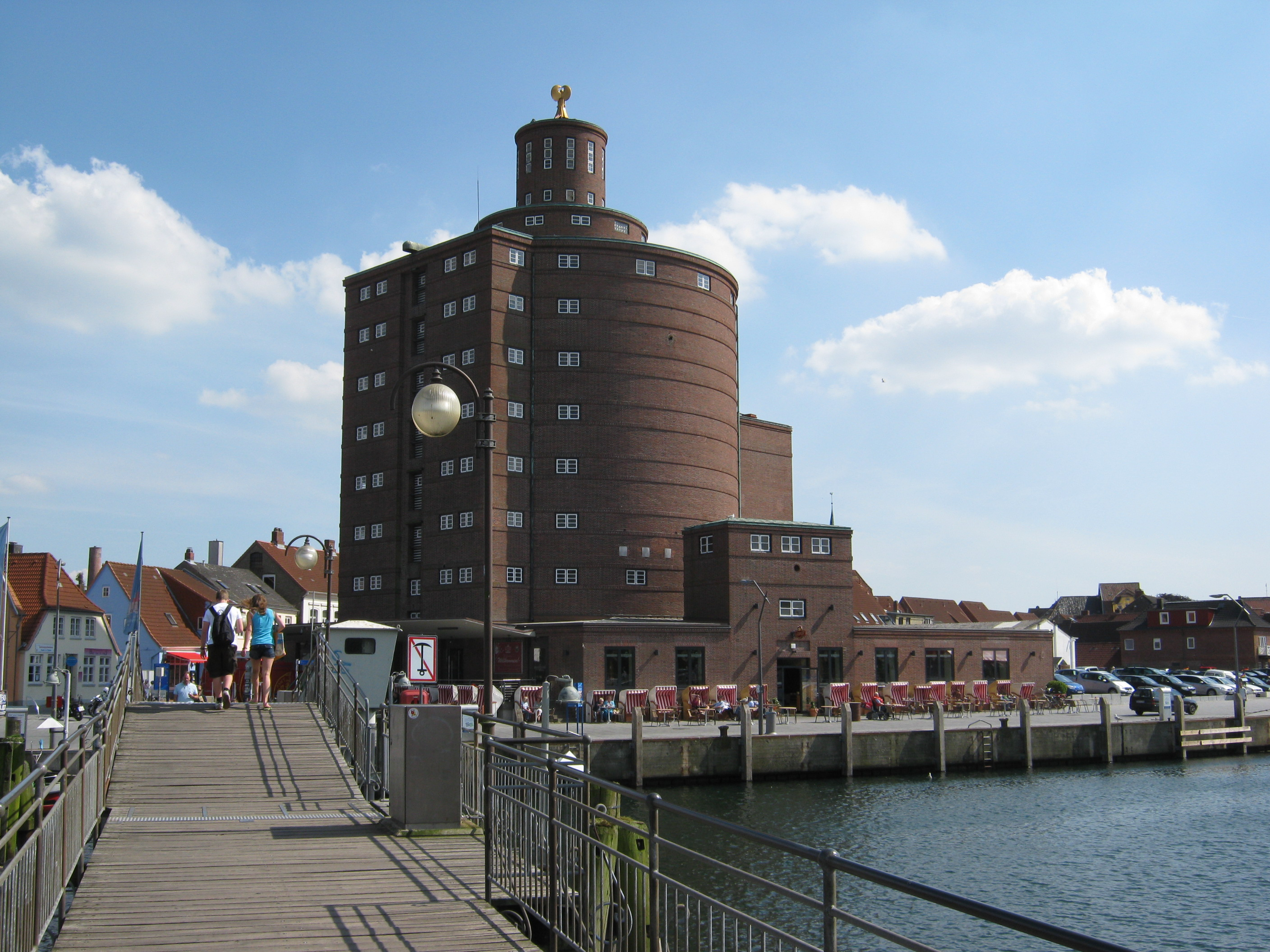
Rundsilo, Eckernförde (1931)
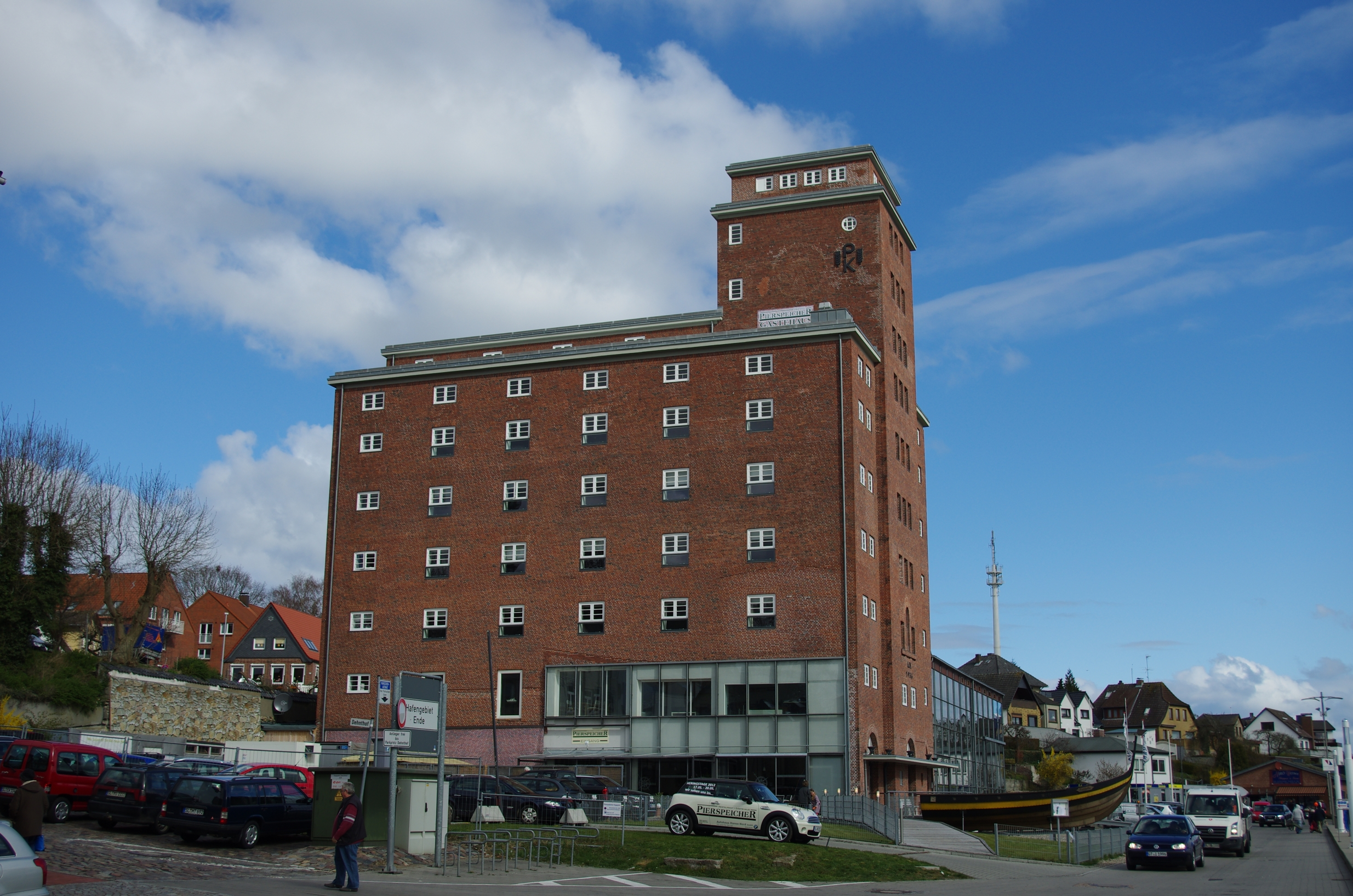
Pierspeicher, Kappeln (1935)
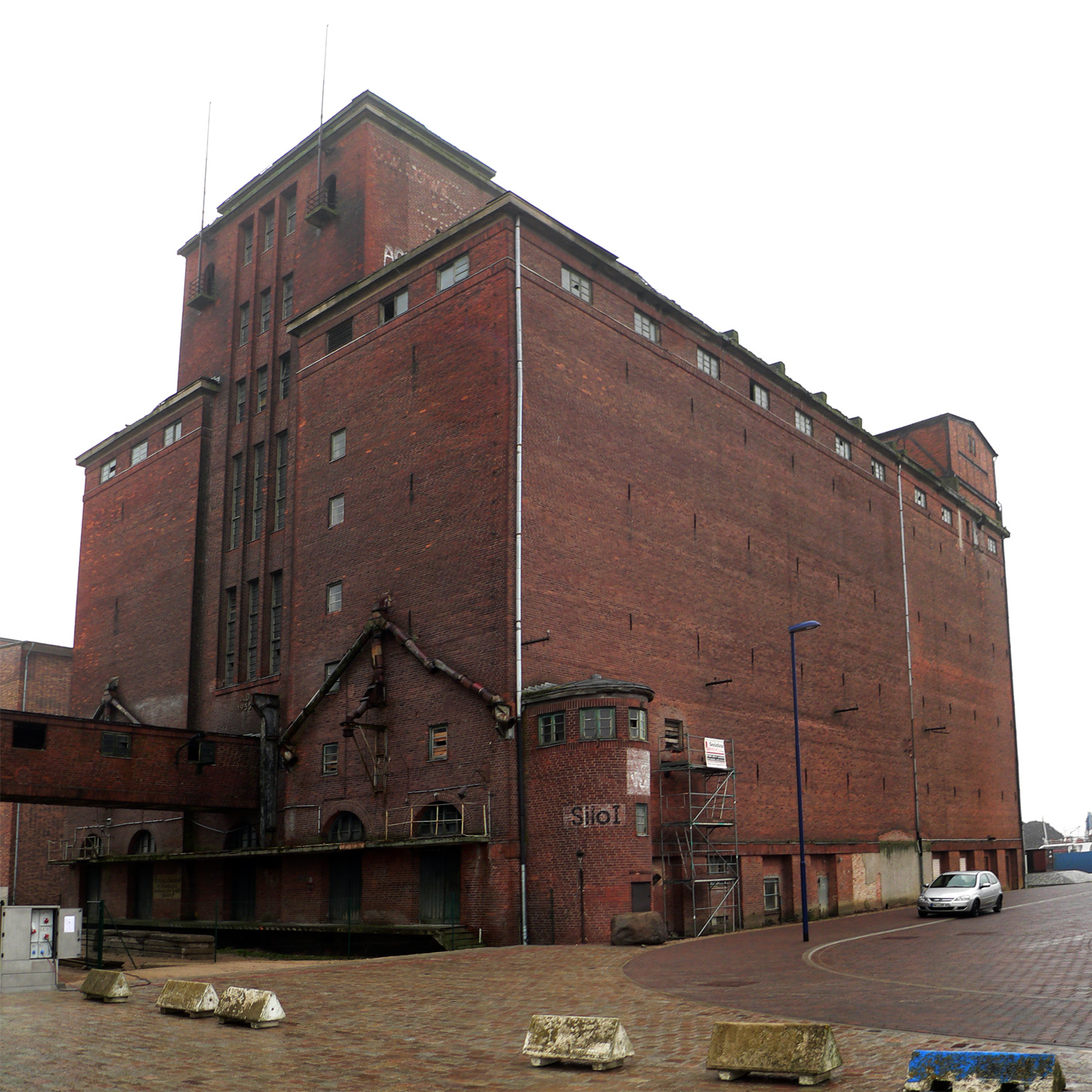
Löwe-Speicher, Wismar (1935)
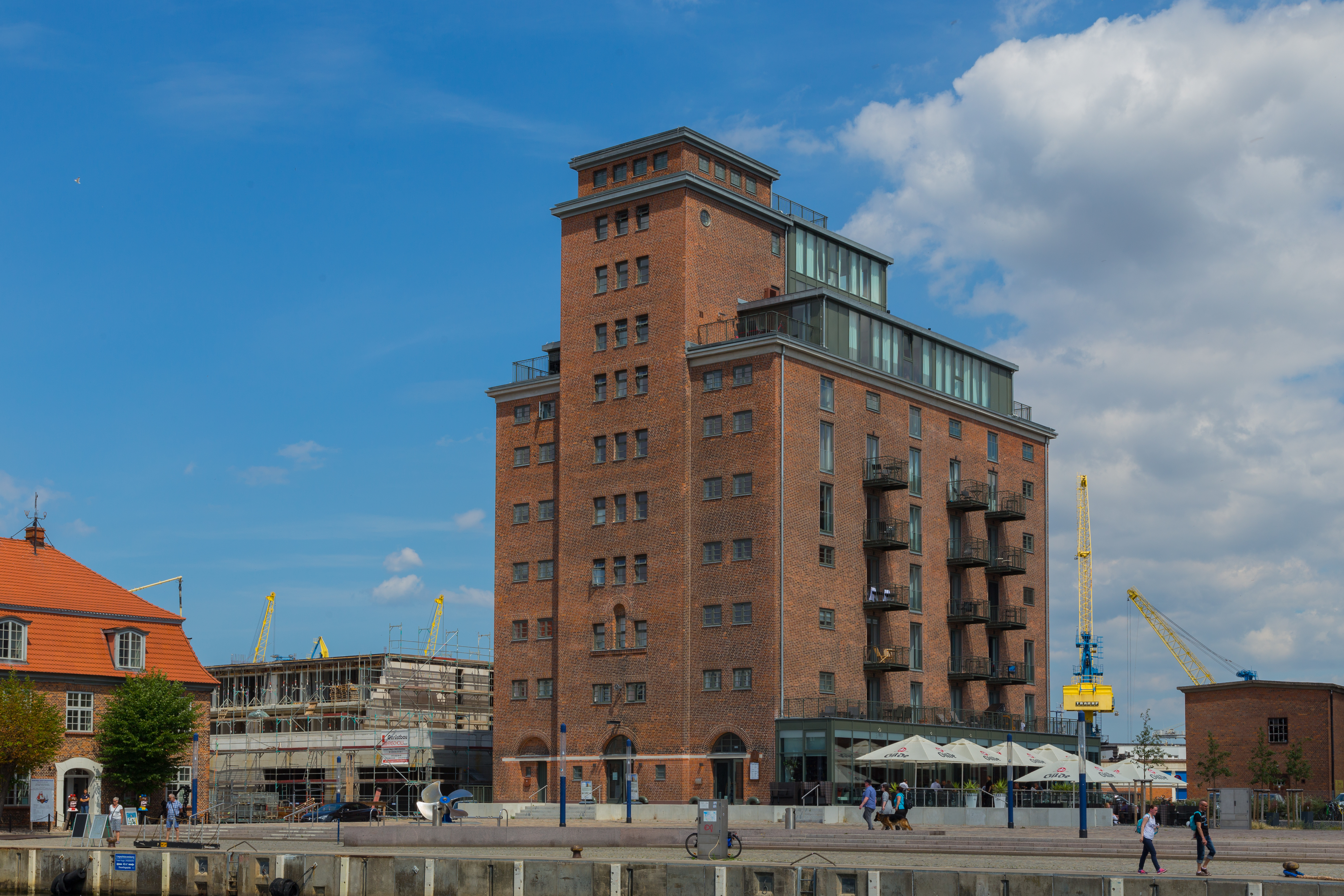
Ohlerich-Speicher, Wismar (1938)
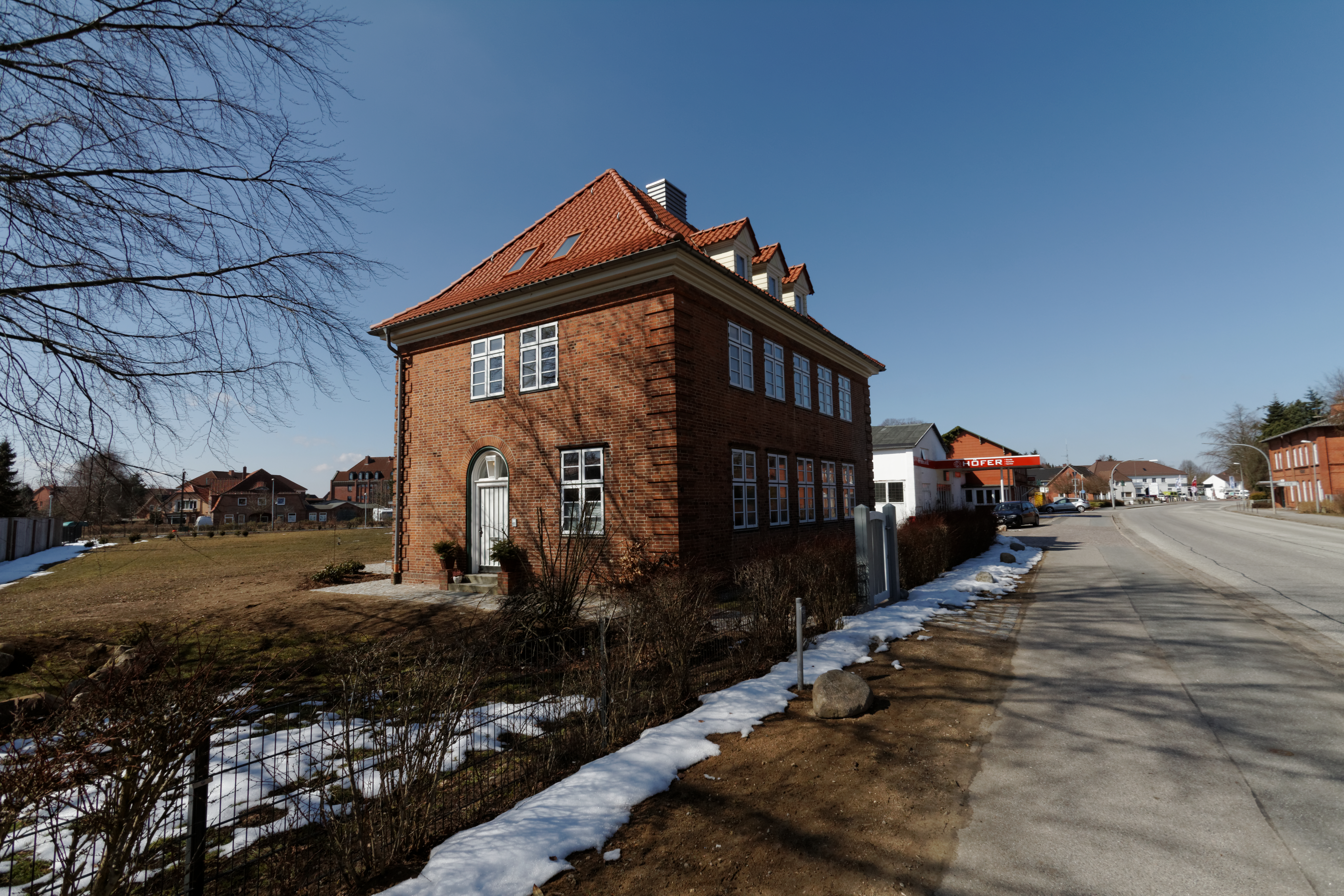
Bürogebäude Sieck, Gettorf (1930'er)

## Bauten
- 1898: Kontorhaus der Fa. Chr. Sieck in Eckernförde, Langebrückstraße 1 (zusammen mit Wilhelm Kruckau)
- 1907: Wohn- und Geschäftshaus des Arztes Dr. Paul Kattein, Augustenstraße 43, Kiel-Gaaarden
- 1915–1916: Maschinenfabrik Bohn & Kähler, Deliusstraße, Wohnhaus (Backstein mit Haustein), Boninstraße, Kiel[2]
- 1921–1922: Wohnhäuser Sandkuhle 1–3 und Schülperbaum 2–14, Kiel
- 1922–1924: Mehrfamilienhaus Gellertstraße 19–23[3] mit Reliefs und Halbplastiken des Bildhauers Richard Kuöhl (1880–1961) für die Kieler Kunstkeramik AG, Wohnungsbauten in der Zastrowstraße (geschlämmter Kalksandstein, zusammen mit Heinrich Stav) und Werkhallen für Gebr. Andersen in Hassee
- 1926–1927: Wohnhäuser Schülperbaum 9–11 und Wichmannstraße 2–6, Kiel
- 1929: Geschäftshaus der Provinzial-Versicherungsanstalt, Sophienblatt 13–17, Kiel
- 1931: Rundsilo der Firma Chr. Sieck am Hafen in Eckernförde
- 1935: Silo für Getreide AG, Am Hafen 19c, Kappeln, 2008 zum Hotel Pierspeicher umgebaut
- 1935: Silo für G. W. Löwe in Wismar
- 1935–1937: Katholisches Kloster, Krusenrotter Weg, Kiel
- 1935–1937: Wohn- und Geschäftshaus für die Fleischfabrik Ehlers & Co.
- 1938: Silo für die Firma Ohlerich in Wismar, 2018 zum Ferienappartment-Anlage umgebaut
- zwischen 1930 und 1939:
  - Landwirtschaftliche Winterschule in Eckernförde
  - Silo für Sieck in Kappeln
  - Bürogebäude der Firma Sieck, Kieler Chaussee 10, Gettorf
- 1947–1948: Lagerhäuser für die Firma Langness in Kiel
- ab 1948: Wiederaufbau des Kieler Stadttheaters (gemeinsam mit Guido Widmann und Werner Kallmorgen)
- 1949: Wiederaufbau der Sandkuhle für Kieler Wohnungsbau, Wohnungsbauten Dietrichsdorfer Höhe (gemeinsam mit Karl Doormann)

## Wettbewerbsentwürfe
- 1914: Landwirtschaftliche Winterschule in Bad Oldesloe (gemeinsam mit Heinrich Speck, prämiert mit dem 3. Preis)
- 1920–1921: Museumsbauten in Dresden
- 1924: Ludwig-Nissen-Haus in Husum (prämiert mit dem 2. Preis)
- 1939: Ausbau einer Marinesiedlung für 75.000 Einwohner in Wilhelmshaven (gemeinsam mit den Architekten Suhr und Delz, prämiert mit dem 1. Preis)
- 1940: Rathaus und Stadttheater in Schleswig
- 1948: Ideenwettbewerb zur Neugestaltung der Kieler Innenstadt (4. Ankauf)
- 1953: Neubau eines Verwaltungsgebäudes für die Oberpostdirektion Kiel und das Postamt 1 (gemeinsam mit Bernhard Voss)